# 威斯特布路浸信會

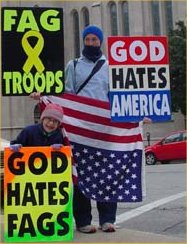
威斯特布路浸信會教友去進行示威

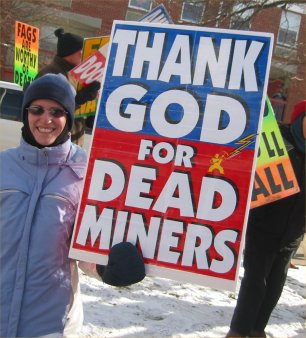
斯特布路浸信會教友去喪禮進行示威

威斯特布路浸信會（英語：Westboro Baptist Church）是美國堪薩斯州的一個宗教團體，由弗雷德·菲尔普斯創立，成員大部份是創立者菲尔普斯的親人，是一家族教會和独立教会。威斯特布路浸信會與美國任何浸信會組織皆沒有聯繫。
威斯特布路浸信会持极端反同性恋立场。该教会游行示威的方式包括纠察美国军人葬礼和亵渎美国国旗。这个教会被广泛地称作为宣扬仇恨的组织并且受到反诽谤联盟和南方贫困法律中心的监视。2011年威斯特布路浸信会宣布它拥有40名信徒。这个教会的总部位于堪萨斯州议会大厦往西3公里的一个住宅小区内。具体地址是美国堪萨斯州托皮卡市3701西12号大街。
威斯特布路浸信會有一個叫「上帝恨同性戀（God hate fags，fag是歧視語，意指男同性戀） （页面存档备份，存于）」的網站，專門引用《聖經》內容，譴責同性戀、雙性戀以及變性。
威斯特布路浸信会不与任何已知的浸信会大会或组织有联系，尽管主流浸信会反对该教会和它的领导者，威斯特布路浸信会声称自己遵循原初浸信宗教义與原始的加尔文主义信条。

## 抗议活动
菲尔普斯和他的家人每天都在Topeka及周围地区进行纠察，每天大约会去6个地方，到周日甚至会达到15个。根据他们自己的统计，威斯特布路浸信会已经在全国50个州中超过500个城镇中实施了了超过30000次的纠察。这群人每天在不同的地方的葬礼上抗议，包括同性恋谋杀的受害者的葬礼、受殴打同性恋者的葬礼还有那些患有艾滋病的人的葬礼；其他跟同性恋有关系的场合；堪萨斯城酋长队的橄榄球比赛；现场演唱会。该教会宣称他们自1991年起已经在超过650个城市参与了超过41000起抗议活动。其中一个追随者估计教会每年在抗议上花费250000美元。他们的纠察抗议行为也带来一些法律诉讼。1995年，老菲尔普斯的长孙，本杰明·菲尔普斯因为在抗议中对路人吐口水被控袭击他人及行为不检。1990年代教会在与官方的对抗中赢得了一系列诉讼，因此得到了超过20万的诉讼相关赔偿。2004年，玛吉菲尔普斯和她的儿子因为行为不端且拒捕而被关押。为了阻止他们在葬礼上进行抗议，堪萨斯州政府通过了一条禁止他们这样做的法律。07年秋天，一个海军军官因为在葬礼上遭到威斯特布路浸信会的抗议而获得了500万的赔偿。但是这项赔偿因为菲尔普斯的上诉在最高法院被收回。2007年6月，雪莉菲尔普斯在内布拉斯加州因为指示她8岁的儿子在抗议中踩国旗而被捕，因为这在内州是违法的。辩护律师争辩道，孩子的行为是想保护言论自由，而州法是违宪的。而检察官则坚称他们是煽动暴力而非政治抗议，他们的行为能够构成虐儿罪。但是检控方最终放弃诉讼。有两次教会以接受电台采访为条件取消了已经宣布会进行的抗议。

### 反同性恋纠察
教会在纪录片导演Louis Theroux的拍摄下，对一家当地的电器行进行了纠察，原因是这家电器行贩卖瑞典吸尘器，这被他们看作是支持同性恋的行为。此前瑞典起诉了一个反对同性恋的牧师奥克·格伦。教会还曾威胁要对The Laramie Project的制作现场进行纠察，这是一出关于Matthew Shepard的谋杀的戏剧。教会曾在此人的葬礼上进行过抗议。2004年1月25日，菲尔普斯纠察了5个教堂（3个天主教和2个圣公会）和美国联邦法院，以此作为对爱荷华州推動同性婚姻合法化的抗议。此后在市政厅礼堂内举行了反抗议的集会的多信仰仪式。2006年1月15日，教会成员在为2006年萨戈矿难的牺牲者举行的追悼会上抗议，声称矿难是神因美国对同性恋宽容而对其进行的报复。

### 葬礼纠察队
1998年，美教会成为国家关注的焦点，因为CNN报道了他们在Matthew Shepard的葬礼上的抗议。Matthew Shepard是一个来自怀俄明州的年轻男子。他因为自己的同性恋者身份被两名男子殴打致死。此后教会因为在葬礼上抗议而受到更多的关注。威斯特布路浸信会在2005年7月宣布，它打算纠察Carrie French在爱达荷州博伊西的追悼会。Carrie French只有19岁，她于6月5日在伊拉克的基尔库克被杀，在那里她担任第116旅战斗队的145支援大队的弹药专家。老菲尔普斯说，“我们认为战争中发生的一切都是神对这个国家放弃一切道德责任的惩罚。”2006年，该教会在前美海军陆战队队员马修·斯奈德位于马里兰州的威斯敏斯特葬礼上，打出横幅：“上帝憎恨男同性恋”和“谢天谢地军人死了”。在随后由斯奈德的父亲，阿尔伯特·斯奈德提出的诉讼中，美国最高法院8：1决定威斯特布路浸信会的行为构成对言论自由的保护。在2008年2月2日，教会在盐湖城，前摩门教会长Gordon B. Hinckley的葬礼上纠察，指责他为“说谎的假先知”，以及“让许多人误入歧途”。该组织还批评Hinckley接受同性恋，指责他对同性恋有暧昧的声音，而不是采取坚定的反对立场。另一方面警方却难以确定此抗议是否符合受保护的言论自由。
威斯特布路浸信会在艺术家迈克尔·杰克逊2009年6月25日死后，对他的葬礼进行纠察。威斯特布路浸信会的成员还录制了一首名为“God Hates the World”的歌曲，是对杰克逊的慈善单曲“We Are the World”的改编。在2010年5月，威斯特布路浸信会也纠察了重金属歌手Ronnie James Dio在洛杉矶的葬礼。2011年1月，威斯特布路浸信会宣布，他们将纠察Christina Green的葬礼，她是2011年Tucson枪击案的受害者。在此之后亚利桑那州的立法机关通过了一项紧急法案，禁止在300英尺以内的对殡仪服务进行抗议，Tucson的居民为防止他们的抗议也做了准备。该教会取消举行亚利桑那大学的抗议活动的计划，以换取在电台节目亮相的机会。据大学工作人员介绍，事后4个WBC纠察队员出现在校园的时候，700到1200名学生聚集起来反对他们。2011年10月5日，弗莱德菲尔普斯的女儿，玛吉，通过她的推特帐户，宣布教会将纠察苹果公司创始人史蒂夫·乔布斯的葬礼。哥伦比亚广播公司和华盛顿邮报发现，讽刺的是，玛吉是通过iPhone发出这一信息的。

### 抗议犹太机构
在1996年菲尔普斯率领教会在华盛顿特区美国大屠杀纪念馆的抗议，宣称：
无论20世纪3、40年代的纳粹大屠杀中的犹太人受害者有怎样正义的事业，（可能是微不足道的，与犹太人对中东的黑人，非裔美国人和基督徒的屠杀，和在20世纪90年代犹太人对WBC在托皮卡的血腥迫害相比），都已被淹没在鸡奸者的精液当中。美国纳税人的钱用来资助这个邪恶的纪念碑以及犹太人的虚伪和贪婪和肮脏的同性恋欲望。纳粹德国尽是同性恋者和犹太人...犹太人现在漫步地球藐视道德和精神，由于神的司法体制的疏忽...，犹太人具有一定的独特疯狂......犹太人，是变态的，他们几乎所有人都是好战的鸡奸犯......犹太人才是真正的纳粹。
威斯特布路浸信会在2002年托皮卡的大屠杀纪念仪式，宣称“上帝憎恨改革犹太教”。教会的成员于2009年5月8日，在华盛顿特区的三个犹太遗址抗议，其中包括反诽谤联盟（ADL）的办事处，美国大屠杀纪念馆和全市最大的犹太教堂。玛吉菲尔普斯，弗雷德·菲尔普斯牧师的女儿，带领抗议，举着标语，写着“上帝憎恨以色列”、“犹太人杀死了耶稣”、“美国完蛋了”、“以色列完蛋了”、“ADL犹太人骗子”。这次的抗议显然是一系列在奥马哈、圣路易斯、南佛罗里达州和普罗维登斯的抗议计划中的一部分。据报道，该小组公布了写有即将举行的抗议活动地点和日期的名单，声明“犹太人杀了主耶稣”。
玛吉菲尔普斯在接受采访时说，她的教会之所以将犹太人作为目标，是因为教会的成员19年来已向世人证明，“美国是注定灭亡的”，“现在是太晚了。我们与他们已经完蛋了。”菲尔普斯还声称在支持同性恋和堕胎上，犹太人是“呼声最高的之一”。而且“犹太人自称是上帝的选民。你认为上帝会永远同意吗？”菲尔普斯总结说，很明显，世界上所有国家都将向以色列进军，他们将由总统奥巴马领导，被称为“反基督”。

### 其他抗议活动
2008年1月26日，威斯特布路浸信会到北卡罗来纳州的杰克逊维尔，以抗议美国的海军陆战队。五名妇女抗议，脚踩美国国旗，并高呼口号，如“1,2,3,4，上帝恨海军陆战队”。一群40多岁的反对抗议的人朝雪莉·菲尔普斯-罗珀的脸上吐了口水。另一个全城性的反对抗议的抗议吸引了超过150人参加。
2008年四川地震后两天，5月14日，威斯特布路浸信会发布了一份新闻稿，为中国丧失如此多的生命而感谢神，祈祷“有更多的地震杀死更多的放肆和忘恩负义的中国人”。
2011年5月29日，威斯特布路浸信会打算在密苏里州乔普林，抗议为2011年5月22日受害的人举行追悼会。那场龙卷风将小镇的大部分夷为平地。那些计划在追悼会或奥巴马总统讲话抗议的人，被数百名当地和地区的居民阻挡在会场之外，这些人里面还包括爱国者卫队骑士自行车手。
2011年5月30日，是阿灵顿国家公墓的纪念日，威斯特布路浸信会把在这里抗议作为他们的“感谢让士兵死去的神”活动的一部分。反对他们抗议的人中包括了3K党的成员。
哈利·莫斯利，11岁。他因为脑肿瘤而死。他为慈善事业筹集了50万英镑。但玛吉菲尔普斯的威斯特布路浸信会批评他的家人没有教他“服从上帝”。这条发布在这个男孩死亡的几个小时内的评论对刚刚丧失亲人的家庭成员造成了巨大痛苦。

### 在希斯·萊傑喪禮示威
這所教堂的牧師的女兒雪莉·費爾普-羅柏（Shirley Phelps-Roper）接受ABC新聞台訪問時說，他們嘗試找出萊傑的喪禮舉行地點，並已製作了一些寫著「上帝憎恨同性戀和支持同性戀的人」、「萊傑下地獄」、和「為你的罪而悲傷」的標語。雪莉說，雖然萊傑不是同性戀者，但教堂相信他沒有運用上帝賦與的才能，傳揚真理，反而利用他卓越的地位，謊稱上帝是說謊者，和同性戀並非可憎之事等。

## 教会观点
威斯特布路浸信会认为其他宗教团体的会员，包括天主教、伊斯兰教等在内，都类似于恶魔崇拜，并且称其他教会是“宣扬阿民念式谎言的极其邪恶的骗子”。所有非基督教团体、非新教教会和所有未强烈谴责同性恋行为的新教教会都被认为在将其信徒送入地狱。

### 抗议行为的目的和教会行动
曾拍摄英国广播公司出品的纪录片《美国最为人所恨的家族》的路易斯·塞罗克斯曾向雪莉·菲尔普斯·罗泊问到，她是否想过其教会的抗议手段更倾向于使人们舍弃耶稣基督和圣经的神谕。作为回应，菲尔普斯·罗泊谈起抗议行为的目的：“你以为我们的职责是为基督赢得（失足者的）灵魂。我们所做的，直面他们、把那些牌子和话语举给他们看，其实是让他们呼喊出自己的心声罢了。”
在纪录片随后的部分，菲尔普斯·罗泊承认教会每年花费约20万美金飞往各地的葬礼去抗议是为了传播上帝的仇恨。

### 关于同性恋行为的观点
教会运行着诸多网站来表达对同性恋行为的谴责，例如“上帝恨同性恋网（页面存档备份，存于）”，“上帝恨美国网”等。教会将自己最广为人知的信条，同时也是其最主要的网站的域名：上帝恨同性恋，作为自己所有工作的基础。他们断言世界的每一起悲剧都与同性恋相关，尤其是社会对所谓“同性恋日程”的日渐宽容和接受。教会坚称上帝厌恶同性恋者超过其他任何类型的“有罪者”，以及同性恋是一项死罪。他们对于同性恋的观点部分来源于旧约的垂询，尤其是利未记18:22和20:13。他们将这些文字诠释成如下观点：同性恋行为是可恶的，相应的，同性恋者应被处以死刑。

### 对宗教的观点

#### 天主教
威斯特布路浸信会把天主教牧师称作“吸血鬼”和“德古拉”，还说他们猥亵男童的行为正如吸血鬼从受害者身上吸血一样。另外，威斯特布路浸信会还蔑称教皇本笃十六世是“恋童癖的教父”和“变态教皇”。
2008年4月，当教皇本笃十六世以罗马教皇身份访问纽约时，威斯特布路浸信会还举行了抗议活动。威斯特布路浸信会开办了一个名为“牧师猥亵男孩”的网站，他们在此依据天主教性丑闻批评天主教会，说道：“每当任何人捐赠任何数额的善款给天主教会，那个人都是在给恋童癖强奸犯付工资。”威斯特布路浸信会把罗马天主教形容为“人类历史上最大、最有组织和最多集资的恋童团体”，并进一步宣称，“世界上有超过十亿的天主教徒，也就是总人口的六分之一，他们中的任何一个都在死亡时会让地狱之门洞开，而他们对此无能为力。”威斯特布路浸信会还批评天主教敬奉圣母、圣人、圣髑和圣像画的信条，如同它对东正教所做的那样，认为这些行为是偶像崇拜。

#### 新教
尽管“牧师强暴男童网站”的主要目的是抨击天主教，威斯特布路浸信会也会在网站上对一些主流的新教教会进行批判，包括循道宗、长老宗、信义宗、英国圣公宗和浸信会在内。威斯特布路浸信会说道：“这些传教者逃避了了自己传播关于真相的职责，反而编造上帝对人们的要求。如果这些谎言，这些由虚假的先知传达给被邻人的罪行所牵连者的谎言被当作了上帝的旨意（利未记19:17-18），那在末日审判时，没有人会通过的。这些传教者不是传播真理的人，他们只是八卦的师者罢了。‘牧师强暴男童’实际上是一个用于抨击所有主流基督教会的六字箴言，无论其牧师还是成员无一能被幸免。他们都会下地狱的！”

#### 东正教
威斯特布路浸信会声称正教会和罗马天主教是无可区分的，他们批评东正教会对圣像画的崇拜，说这是盲目崇拜。威斯特布路浸信会还抨击对圣母马利亚的崇拜，说道：“没有一句圣经典故提倡俯下身去亲吻圣像或是向玛利亚祈祷的行为！她不过是一个凡人，由上帝指定生下并抚养耶稣基督的凡人。”

#### 伊斯兰教
为了回应《新闻周刊》上一篇关于在关达那摩海湾的X营（Camp X-Ray）美軍大兵把《可兰经》沖入馬桶的行为，弗雷德·菲尔普斯发布了如下声明：“我们的人把《可兰经》沖入馬桶又怎么了？我们希望他们这样做。就算他们真的这么做了，我们还嫌沖的不够多。穆罕默德是一个被魔鬼迷了心窍的皮条客和恋童癖，他写的《可兰经》不过是三百多页的胡說八道，就像美国的皮条客與恋童癖编了《摩门经》一样！”
关于伊拉克战争，一个来自威斯特布路浸信会的飞行员说：“美国人用同性恋学者造的炸弹，轰炸了我们的教堂，上帝报复性地决定用回教徒炸弹杀掉美国人，向世人宣言：莫触碰我的继承者，莫伤害我的牧师。”

#### 印度教
威斯特布路浸信会运营一个名为“上帝恨印度”的网站，他们在此宣称“八成的印度人都信奉印度教。够多了。一个充满了邪神崇拜的国家毫无疑问会有举国的同性恋和同性恋支持者，这是与上帝决裂使然。”威斯特布路浸信会还告诫印度教徒传信基督教，说：“如果你停止信仰邪神，不再做一个同性恋就不是难事了。不要行淫亂之事，信奉真正的主吧！”

#### 犹太教
在关于犹太教的部分，威斯特布路浸信会的官网说到：“真正的犹太人是基督徒。剩下的自称为犹太人的，都不是犹太人，他们不过是典型的、顽固的有罪者……大部分的犹太人支持同性恋。事实上，修正过的犹太教义是支持同性婚姻的。当然，这些犹太人还是相信上帝的律法的，不过多数人已经与此决裂了。是不是犹太教徒不重要，重要的是信奉上帝。”
1996年，菲尔普斯发动了一场名为“托皮卡的浸信会大屠杀”运动。他试图将人们的注意力引向针对威斯特布路浸信会纠察队的攻击，说这些攻击不是随意的，而是由犹太人和同性恋所组织的。菲尔普斯宣布，“犹太人杀害基督徒，犹太裔的同性恋纳粹分子比一般的纳粹分子还恶劣。他们更有经验。第一次大屠杀正是犹太人针对基督徒的。最近的大屠杀就是托皮卡的犹太人针对威斯特布路浸信会员的。” 另外一份声明中，他说：“今天托皮卡的犹太人煽动了卡萨斯的暴徒，让他们处决韦斯特伯勒会员。他们因纳粹分子的屠杀而啜泣，却在托皮卡犯下同样的罪行。”
在2005年3月6日的一份传单中，菲尔普斯四次称一位犹太人是“该死的犹太人”，甚至每十二句就引用“邪恶的犹太人”这个词语。反诽谤联盟已经开始谴责菲尔普斯和他的威斯特布路浸信会，还在自己的网站上保存了一份关于犹太教的传单样品。
威斯特布路浸信会还称犹太人大屠杀是上帝对犹太人的惩罚。

### 关于种族和少数民族的观点
创教祖師弗雷德·菲尔普斯是1960年代非裔民权运动的老手，教会本身也试图与种族主义保持距离。威斯特布路浸信会在其网站上明确指出，自己不赞同诸如新纳粹主义和三K党等组织的武力威胁的手段。其网站的问答页面写到，“我们不信奉任何形式的武力威胁，而且《圣经》也不持种族主义……唯一的纳粹分子是同性恋。”威斯特布路浸信会还曾经谴责过一些特定的国家，比如意大利、澳大利亚等。其称意大利是“养育暴徒的变态之国” ，澳大利亚则是“该死的鸡奸者之地” 。

### 对巴拉克·奥巴马的态度
威斯特布路浸信会表示，巴拉克·奥巴马是「敌基督」，并且他与魔鬼撒但、教皇本笃十六世一樣，即他们眼中的“假先知”，存在不正当的联系。玛姬·菲尔普斯（Margie Phelps）是弗雷德·菲尔普斯（Fred Phelps）牧师的女儿，同时也是威斯特布路浸信会的代理人。在与福克斯电视台的一次采访中，她说奥巴马“绝对”会下地狱，并且他“很有可能是《启示录》中所指的兽”。她还指出，奥巴马执政是《启示录》中提到的「大灾难」先兆。

## 社会反响

### 限制葬礼抗议的法律出台
作为对威斯特布路浸信会成员在印第安纳州葬礼上的抗议行为的回应，在印第安纳州大会上一项议案被提出：在距离任何葬礼500英尺（150米）以内的抗议行为都将被视为重罪。这项议案中提供的量刑包括对违反该法律的罪犯处以最长三年有期徒刑并处10,000美元的罚金。
在这项议案通过前不久，威斯特布路浸信会成员还曾扬言威胁要在印第安纳州的科科莫城为一名在伊拉克阵亡的美军士兵举行的葬礼上进行抗议示威。2006年1月11日，这项提案在表决中以11票比0票获得全票通过，并且，虽然威斯特布路浸信会成员已经为了抗议示威而提前到达科科莫城，他们并没有在葬礼进行过程中或葬礼之后出现。
2006年5月23日，密歇根州立法禁止任何在葬礼500英尺（150米）范围内故意打断葬礼的行为。触犯这条法律将被视为重罪，初犯将被判处最长两年有期徒刑，并处5000美元罚金。两次或以上触犯该法令者将被处最长四年有期徒刑，并处罚金10,000美元。
2006年5月17日，伊利诺伊州制订了参议院议案1144号，即“让他们安息”法案，以确保为失去亲人而沉痛的军人家庭不会在葬礼或其他为阵亡士兵举行的纪念活动进行过程中受到抗议行为的困扰。首次违反该法规将被裁定为C级轻罪，可被判处30天拘役，并处1,500美元罚金。违反该法规两次或以上将被裁定为4级重罪，罪犯将被处以最低一年、最高三年有期徒刑，并处罚金最高25,000美元。
2006年5月29日，小布什总统将《向美国倒下的英雄们致礼》法案（公法第109-228条）正式立法，禁止在国家公墓管理局管辖下的任何墓地300英尺（91米）范围内、葬礼开始前60分钟至结束后60分钟内进行抗议活动，违者将被处最高100,000美元罚金并处一年有期徒刑。这项法案在国会中取得了两党的一致支持，并最终以408票赞成，3票反对，21票弃权的压倒性优势获得通过；该决议在参议院中也获得了一致通过。
2011年1月11日，亚利桑那州举行紧急立法会议，通过了一项阻止在任何墓地300英尺（91米）范围内、葬礼开始前60分钟至结束后60分钟内进行的抗议行为。这项提案随即在定于1月16日举行的2011年图森枪击事件中逝世者的葬礼前夕被写入法律。

### 最高法院案例
2006年3月10日，威斯特布路浸信会在海军一等兵马修·A·斯奈德（Matthew A. Snyder）于马里兰州威斯敏斯特举行的葬礼上进行了武装纠察。此次纠察的举行地点距离教堂大约1000英尺，位于警方设置的警戒区内。纠察开始于葬礼开始前约30分钟。
2006年6月5日，斯奈德家族的艾伯特·斯奈德（Albert Snyder）——死者马修·斯奈德的父亲——作为原告，以诽谤中伤、侵犯隐私以及故意造成精神伤害三项罪名将威斯特布路浸信会的弗雷德·W·菲尔普斯先生（Fred W. Phelps, Sr.）；瑞贝卡·菲尔普斯-戴维斯（Rebekah Phelps-Davis）以及雪莉·菲尔普斯-罗伯（Shirley Phelps-Roper）告上法庭，理由为他们在互联网上散播对于斯奈德家族的诽谤信息，包括宣称艾伯特与其妻“为魔鬼而养育其子马修”，并且教唆他“叛离上帝，唆使其离婚并与他人通奸”。其他言论则指责他们将他们的儿子培养为一个天主教徒。斯奈德先生进一步申诉，表示被告非法侵入并且打断其子的葬礼，并在葬礼上举行了抗议活动。依据美国宪法第一修正案，原告由于威斯特布路浸信会官方网站上对斯奈德的不利言论而提出的侵犯隐私及诽谤罪的控诉请求被驳回，而对其余三项罪名的审理进入庭审阶段。
在庭审中，艾伯特·斯奈德声明：「他们将这场神圣的葬礼变成了媒体的马戏团，并且意图伤害我的家人。他们不惜一切代价，要让他们的消息广为人知，却从不关心他们脚下践踏的是谁。我的儿子本应带着尊严被埋葬，而不是连同在教堂外喧哗的一群小丑。」
作为陪审团的顾问，美国地区法官理查德·D·班尼特（Richard D. Bennett）表示第一修正案中对于言论自由的保护是有限制的，例如粗俗的、具有侮辱性或冒犯性的，以及耸人听闻的言论，就不被保护。他还指出，陪审团必须裁定“被告的行为是否对一个有理性的人具有高度的侮辱性，被告是否极端并且无礼，以及这些行为的侮辱性与骇人程度已经使它们不再列于第一修正案所保护的范围之内。”请参考“卓别林斯基（Chaplinsky）对新罕布什尔州”案例，在该案例中，由于某些言论可能导致的暴力，对他人的毁谤与色情言论被视为不被第一修正案保护。
2007年10月31日，威斯特布路浸信会的弗雷德·菲尔普斯与他的两个女儿，雪莉·菲尔普斯-罗伯和瑞贝卡·菲尔普斯-戴维斯，由于侵犯个人隐私以及故意对他人进行精神伤害的罪名而被裁定为有罪。一个联邦陪审团判决原告付给斯奈德2,900,000美元的精神损失费，之后又追加了6,000,000美金的惩罚性赔偿金以及对造成其精神损失的补偿金2,000,000美元（共计10,900,000美元）。该组织（威斯特布路浸信会）称不会因为裁定结果而改变自己的理念。
威斯特布路浸信会称对裁决表示感谢，然而要求无效审判（其依据是法官的陈述体现出固有偏见以及原告律师对禁令的违反行为）结果失败，被告方威斯特布路浸信会继续提起上诉。
2008年2月4日，美国地区法官理查德·D·班尼特表示维持原判，但是将惩罚性赔偿金由原来的8,000,000美元降低至2,100,000美元，使原来共计10,900,000美元的赔偿金降低至5,000,000美元。同时，法庭宣布对该浸礼会的教堂建筑及菲尔普斯的法律办公室持有留置权，以保障赔偿金尽快付清。
2009年9月24日，一个联邦上诉法院支持威斯特布路浸信会的做法并且推翻了其下级法院的判决。它认为威斯特布路浸信会在葬礼附近进行武装纠察的行为属于法律保护的言论自由，因为它涉及到了“公众关注的问题，包括军队内部的同性恋问题，天主教成员的性虐待丑闻，以及美国及其公民的政治与道德行为”，并且未侵犯军人家属的隐私。
2010年3月30日，该上诉法院勒令艾伯特·斯奈德支付威斯特布路浸信会的诉讼费用16,000美元，此举被斯奈德的辩护律师称为“雪上加霜”。该项裁决引起了全国的支持斯奈德热潮，超过3,000个人或团体承诺将为斯奈德筹款；3月30日，政治评论员比尔·奥赖利（Bill O'Reilly）自愿为斯奈德付清所有赔偿款项。美国退伍军人协会也筹集了17,000美元以支付斯奈德的诉讼费用。
2010年3月8日，美国最高法院同意对斯奈德对菲尔普斯一案进行诉讼文件转移，（诉讼号09-751，2010年3月8日）。5月28日，作为该案件的临时法律顾问，参议院多数党领袖哈里·罗德（Harry Reid）与其他42位议员一起签署了最高法院对斯奈德的案件陈述，判定斯奈德胜诉。6月1日，堪萨斯州检察长斯蒂芬·希克斯（Stephen Six）签署了另一份判定原告斯奈德胜诉的案情陈述。这份陈述得到了其他47个州以及哥伦比亚地区检察长们的支持，仅存的两个不支持地区是缅因州和弗吉尼亚州。若干个新闻与人权运动组织也签署了支持菲尔普斯的案情陈述；这些组织包括美国公民自由联盟，新闻自由记者委员会，以及其他21个媒体组织。
2011年3月2日，美國最高法院以8-1的表决结果判定菲尔普斯胜诉。首席法官约翰·罗伯茨在多数意见中作出了如下陈述：“威斯特布路浸信会的言论，根据它对表达方式与场合的选择所造成的特殊语境，享有第一修正案的‘特殊保护’并且这种权利不能够因为某个陪审团认定该行为极其无礼而受到影响。”塞缪尔·阿利托（Samuel Alito）法官，最高法院所有法官中唯一的持异议者，认为斯奈德仅仅是希望“让他的儿子有一个平静的葬礼”。与多数意见相反，阿利托（Alito）表示，抗议者们为了吸引公众注意而“残忍地攻击了”马修·斯奈德。“我们国家对言论自由与开放的意义深远的保护，不应成为本案中出现的恶毒言语攻击行为的通行证，”他说道。

### 其他司法反响
2006年7月14日，密歇根州的芒迪镇向威斯特布路浸信会索赔5,000美元。威斯特布路浸信会在6月28日提前通知了该镇官方，称其正在计划在施瓦茨殡仪馆举行抗议活动。（这个上诉请求的产生，据当地警察局长称，是由于聚集的群众未能遵守关于安全的口头契约。）弗雷德·菲尔普斯的女儿宣称圣灵阻止他们飞往密歇根州，尽管他们已经买好了机票。韦布（Webb）的葬礼上安全措施十分完善；15辆消防车被派出，同时也配备了来自临近区域的数量巨大的警员。该镇目前已经表示不会继续追究此事。

### 禁止进入英国
2009年2月，英国新闻方面有消息表示威斯特布路浸信会在官网上宣称他们计划2009年2月20日在贝辛斯托克伦敦大学皇后玛丽学院中央录像厅的《拉勒米计划》（The Laramie project）首映式上纠察。这将成为他们在英国有史以来的第一次纠察。
在纠察活动的前夕，许多议员、游说团体、同性恋群体向英国内政大臣雅基·史密斯（Jacqui Smith）申诉，要求阻止这些人进入英国境内，因为威斯特布路浸信会将煽动人们对同性恋群体的憎恶情绪。在预定纠察日前两天，也就是2009年2月18日，英国内政部宣布弗雷德·菲尔普斯（Fred Phelps）和雪莉·菲尔普斯·罗珀（Shirley Phelps-Roper）因为卷入一些煽动对某些团体厌恶情绪的不当行为而被禁止进入英国境内。浸信会的其他成员如果有任何尝试进入英国的举动也都要被标记并制止。
英国六个宗教组织组成的联盟（大英浸信会联盟，大英福音派联盟，宗教信仰团体，大英循道公会，联合归正教会，神智学会）在2009年2月19日发表了一个联合声明以支持政府的决定并且谴责威斯特布路浸信会的活动说，“我们并不像威斯特布路那样憎恶同性恋。我们相信上帝是博爱的，他并不会考虑性别取向。我们完全反对他们所传达的对那些同性恋团体的厌恶情绪。”

### 对立的抗议
对立的抗议经常是在威斯特布路浸信会纠察的地方组织进行。
在某些情况下，这些对立的抗议者会排成一列背对着威斯特布路浸信会的纠察人群。在1999年，受一年前马修·谢巴德（Matthew Shepard）被杀事件的影响，迈克尔·摩尔（Michael Moore）为他的电视节目《可怕的真相》（The Awful Truth）组织了一场针对同性恋憎恶情绪的抗议。他带着允许同性性行为法，乘坐一辆粉红色的巴士（sodomobile）巡回美国各州，里面坐满了同性恋的男女。他们一度去参观威斯特布路浸信会的建筑群，并且从车里出来和弗雷德·菲尔普斯（Fred Phelps）会面，在那个时候，摩尔向他介绍了这辆叫做sodomobile的巴士。
九一一事件发生两天之后，一个19岁名叫杰尔德·戴利（Jared Dailey）的男子站在街角，面对着教堂，举着一块胶合板，上面写着：“不是今天，菲尔德”。在两天之内，86个人加入了他，他们挥舞着美国国旗和反憎恶的标牌。
2008年12月12日，这群人在波士顿艺术中心纠察《拉勒米计划》（The Laramie project）的上映。当地的积极分子也开展了一个为反威斯特布路浸信会活动募捐的网站（Phelps-A-Thon）与之相呼应。支持者们在网上宣誓，为威斯特布路浸信会每一刻的抗议募捐。这次抗议为一个同性恋群体权利计划——推动平等（Driving equality）筹集了超过1460美元。
2010年3月，在佛吉尼亚的里士满特别成立了一个小组去创建一次对立抗议，以应对即将出现的威斯特布路浸信会的反猶太與反同性戀抗议。这些资金（近14000美元）后来都捐给了威斯特布路浸信会所反对的犹太人和同性恋團體。
2010年12月11日，在伊丽莎白·爱德华兹（Elizabeth Edwards）的葬礼那天，一个叫做“爱情线”（The Line of Love）的组织计划在北卡罗来纳州首府罗利的西艾德顿大街的北边布置大约200个抗议者，与此同时，有10个威斯特布路浸信会成员在这条街的南边纠察，这里离爱德华兹的葬礼只有两个街区。当那些反对爱德华兹对同性恋宽恕的威斯特布路浸信会成员们鼓动人们拥有“同性恋危险”意识的同时，“爱情线”组织目的在于促进人们对葬礼本身合理的尊重。
2011年2月24日，政治黑客们成功地拿下威斯特布路浸信会的官方网站。威斯特布路浸信会称这次入侵是黑客组织匿名者（Anonymous）所做的，但該組織并不承認，而只稱不知情。
在一场大卫帕克曼（David Pakman Show）电视直播的雪莉·菲尔普斯·罗珀（Shirley Phelps-Roper）和“匿名”的发言人之间的冲突中，雪莉称Anonymous不管怎么做都不能够“阻止上帝的讯息”。与此同时，该黑客组织也称自己控制住了威斯特布路附属的区域。
2011年9月16日，当威斯特布路信徒们在堪萨斯城的一个喷火战斗机乐队（Foo-Fighters）的音乐会外纠察，这个乐队出现在一辆卡车里从抗议者面前飘移而过。他们穿着同性色情的装束，表演着他们的滑稽乡村歌曲“keep it clean”,其中包含了大量的同性恋信息和暗示——从他们的“Hot Buns”病毒视频中可见一斑。在歌曲中间，领唱大卫格鲁（Dave Grohl）发表了一个呼吁平等与宽容的演讲。第二天，这个乐队在他们的Youtube上传了这个即兴表演的视频。

### 反对者的行动
在2006年5月21日特拉华州锡福德的一场纠察活动中，一个人穿过警戒线并且攻击了威斯特布路信徒们，不过这些信徒很快逃到了一辆警车中。这次事件中，有五人面临犯罪指控。
2008年11月30日的清晨，有人在威斯特布路浸信会旁边的一个车库里纵火，这造成预计十万美元的损失。
在2010年11月30日，残疾的战争老兵赖安纽维尔（Ryan Newell）在他停放在堪萨斯威奇托城市大厅外的运动型多用途汽车（SUV）中被捕，与此同时，威斯特布路浸信会成员们正在大厅里开会。在他的SUV里发现了枪支和弹药。纽维尔因违反武器法和密谋严重殴打的重罪而被指控。在2011年6月23日，纽维尔为他冒充一名执法官员请罪，他被判缓刑两年。纽维尔因为他的行为得到了公众的支持，许多人为他组建了募捐会和网站来帮助他辩护。

### 爱国守卫骑士
爱国守卫骑士是一个大多数由受邀参加美国武装力量成员葬礼的老兵组成的摩托手队伍。这个队伍起初行程是为了保护葬礼不受威斯特布路浸信会的侵扰。

### 各种恶搞
常用的反威斯特布路标语是“上帝恨无花果”。反威斯特布路的标语来源于圣经中一节关于上帝和他对无花果感受的经文，通过改一个字母加将英文单词“同性恋”（Fag）变成“无花果”（Fig）来恶搞威斯特布路的经典示威游行标语“上帝恨同性恋”。“上帝恨无花果”出现在芝加哥大学反对游行上，同时出现在斯帕坦堡，南卡罗来纳，朴茨茅斯和新汉普郡。非威斯特布路组织恢复理智协会也用过这个标语。使用这个标语已经成为美国公民联合会和其他人保持理智的象征。
在反游行上分发的文件引用了圣经的章节，说耶稣认为任何人都不应吃无花果，并且让一棵无花果树枯萎了，还保证说，作为惩罚会让让一个人变得像坏掉的无花果。这些都是真实的语段，但并不是圣经里对无花果的所有描述。其他的组织也恶搞过威斯特布路浸信会的标语，包括“上帝恨弗莱德·菲尔普斯”、“上帝恨包包”和“上帝恨鲜虾”。

### 批评
一些菲尔普斯的批评者质疑威斯特布路浸信会的活动其实就是要吸引舆论关注。反威斯特布路的游行只会给它带来更多并不值得给它的关注和鼓舞，所以更有效的反对方式就是完全忽视菲尔普斯的集会。
政治评论家比尔·奥莱利（Bill O'Reilly）是一个活跃的反威斯特布路人士。他一般称呼该教为邪恶而卑鄙的教会。记录片导演麦克莫尔（Michael Moore）也抨击过威斯特布路浸信会。
反诽谤联盟用“恶毒的、恐同的”来形容威斯特布路浸信会，并且认为该教会的反同性恋说辞通常只是用来掩盖其反犹太主义，反美国，反天主教和种族歧视的本质。作为一个反歧视组织的南方贫困法律中心已经将威斯特布路浸信会加入“宣扬仇恨的组织”的名单。杰瑞·法威尔（Jerry Falwell）将菲尔普斯称作“一级混蛋”。2011年5月，三K党代表人撇清了该党与威斯特布路浸信会的关系并谴责威斯特布路浸信会蓄意煽动仇恨情绪。

## 媒体报道
2001年，阳光舞蹈频道（Sundance Channel）播出了一部由莱恩巴特勒（Ryan Butler）导演的讲述同性婚姻的纪实片《等待中的群体》（A Union in Wait）。菲尔普斯和威斯特布路浸信会成员出现在影片中，纠察在维克森林大学（Wake Forest University）的维克森林浸信会关于倡议同性恋协会的典礼。
2007年4月1日，英国广播电视第二台（BBC Two）播放了由路易斯（Louis Theroux）制作的《美国最不受欢迎的家庭》（The Most Hated Family in America）。希洛克斯制作了大量关于英国，美国和世界其他地方的特殊而非常规的人群和组织的纪录片。希洛克斯拍摄的续集《美国最不受欢迎家庭的危机》（America's Most Hated Family in Crisis）于2011年4月3日在英国播出。
威斯特布路的官方网站（godhatefags.com）曾成为英国独立电视台（ITV network）杰瑞米·卡尔脱口秀（The Jeremy Kyle Show）2007年5月5日的节目话题。该教成员雪莉（Shirley）和她的女儿被邀请到节目中通过电视阐述她们的信仰。
在2007年6月21日四频道（Channel 4）的由威尔士名人凯斯·阿伦（Keith Allen）制作的纪录片《凯斯·阿伦将会下地狱》（Keith Allen Will Burn in Hell）中，受邀出席的菲尔普斯-洛浦（Phelps-Roper）当众承认她的大儿子萨姆尔·菲尔普斯-洛浦（Samuel Phelps-Roper）是私生子，一同出现在节目中的还有她的一些子女。艾伦发现菲尔普斯谴责他人婚外性行为的言论非常虚伪，因为菲尔普斯自己就干了同样的事。